# Leinefelde
Leinefelde is een deel van de stad en gemeente Leinefelde-Worbis in het district Eichsfeld in het noorden van Thüringen in Duitsland. 
Leinefelde is een van oorsprong Hoogduits sprekende plaats, en ligt aan de Uerdinger Linie.     
Er wonen ongeveer 12.500 mensen in Leinefelde. Leinefelde was een stad van 1969 tot 2004. De antropoloog Johann Carl Fuhlrott was afkomstig uit Leinefelde. 

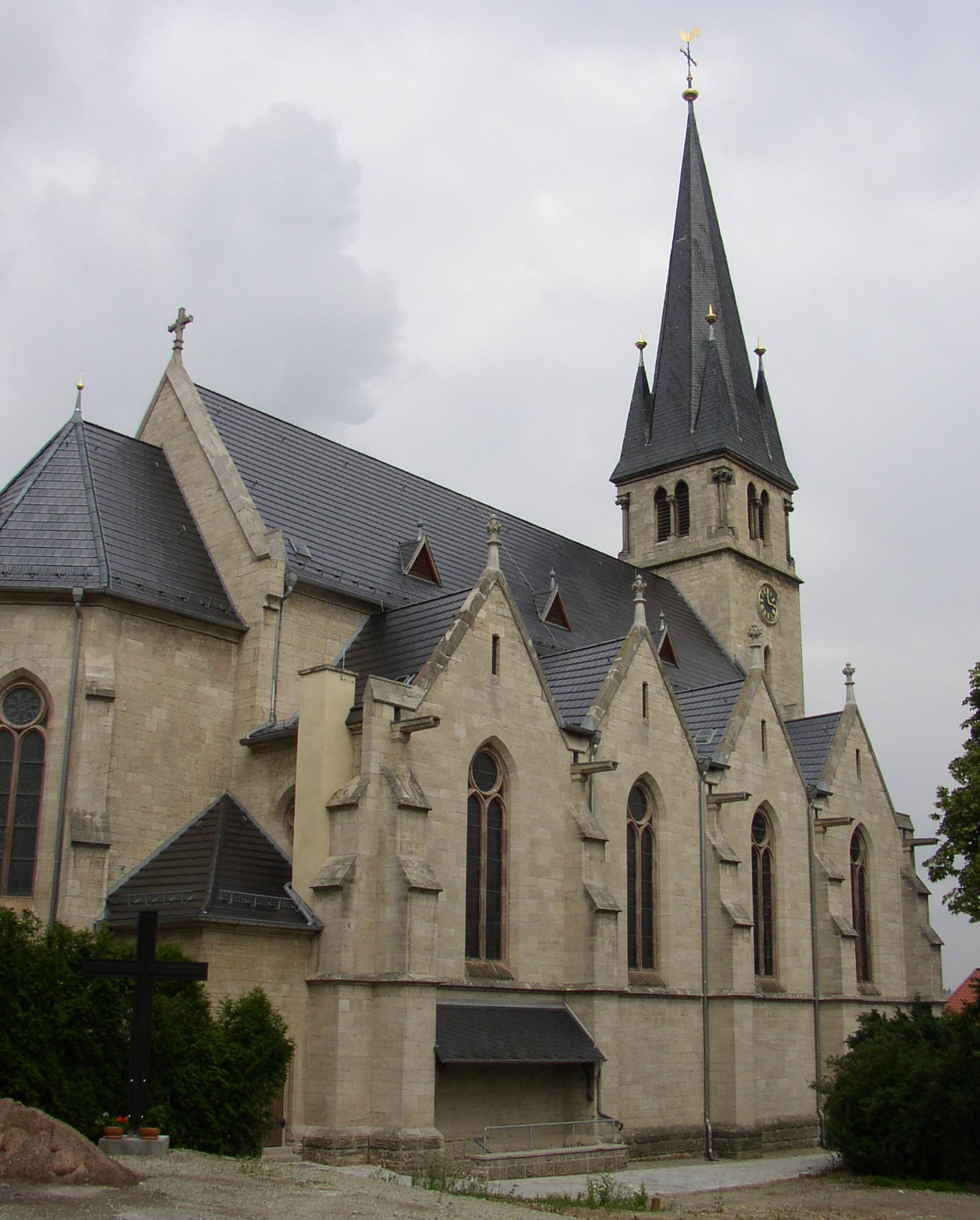
Magdalenakerk in Leinefelde
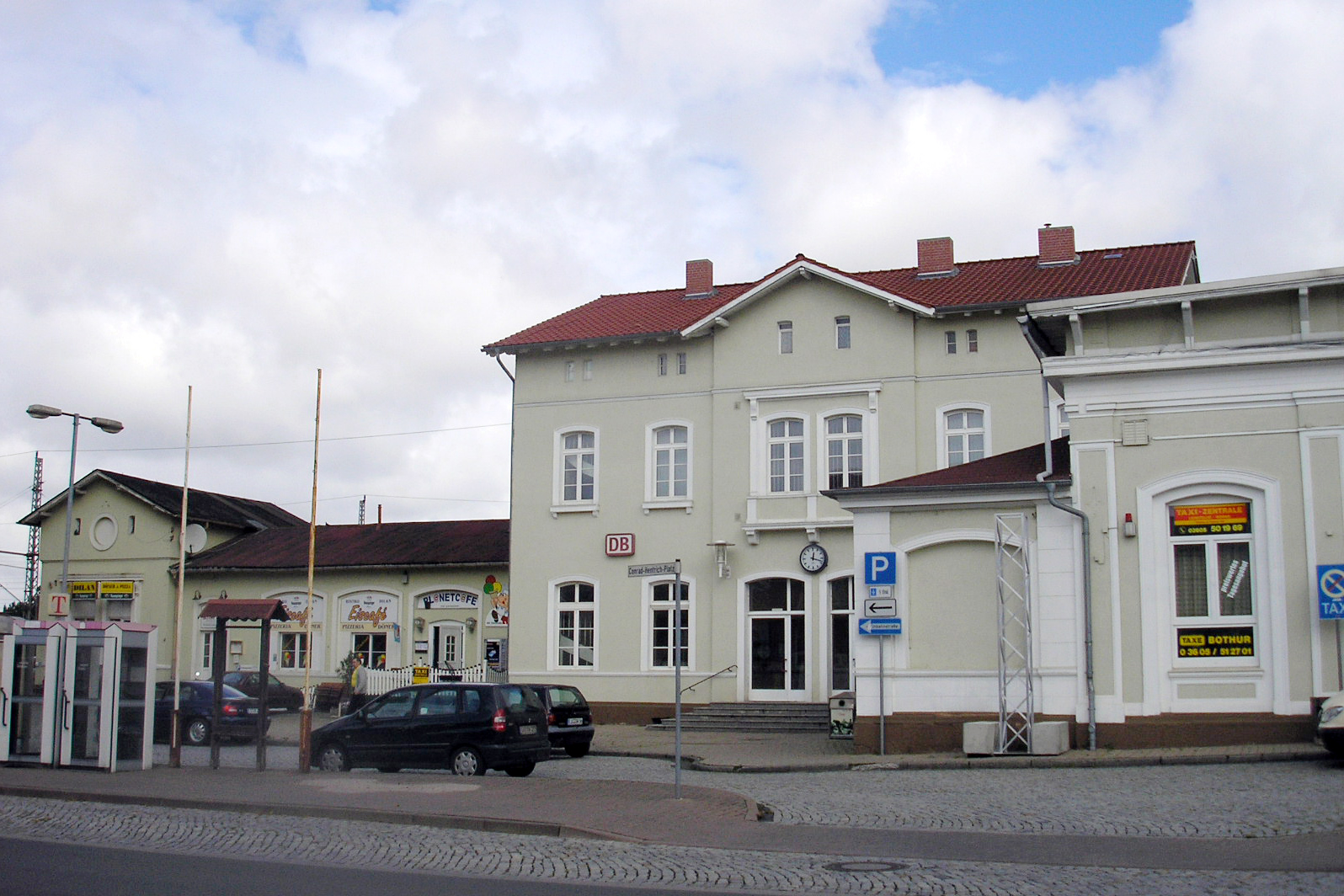
Station Leinefelde

Beuren · Birkungen · Breitenbach · Breitenholz · Hundeshagen · Kallmerode · Kaltohmfeld · Kirchohmfeld · Leinefelde · Wintzingerode · Worbis